# Birgel (Düren)
Birgel ist ein Stadtteil und Bezirk der Stadt Düren im Kreis Düren in Nordrhein-Westfalen.

## Lage
Birgel liegt etwa fünf Kilometer südwestlich des Dürener Stadtzentrums. Am Westrand von Birgel vereinigen sich Geybach und Beybach zum Birgeler Bach, der in Düren in die Rur fließt. Der Birgeler Bach ist namensgebend für die an ihm entlangführende Bachstraße, eine der ältesten Birgeler Straßen, welche den Ort von West nach Ost durchquert. In der Ortsmitte zweigt südlich die auf das Birgeler Knipp führende Bergstraße ab. Früher bestand das Dorf im Wesentlichen aus diesen beiden Straßen, große Erweiterungen des Ortes gab es vor allem in den 1970er-Jahren mit der Bebauung am nordwestlichen Ortsrand.
Nachbarorte von Birgel sind:
- Gey etwa 2 km südwestlich an der Grenze zum Nationalpark Eifel und Naturpark Hohes Venn-Eifel
- Gürzenich etwa 1,5 km nördlich
- Rölsdorf etwa 1,5 km nordöstlich
- Berzbuir etwa 1 km südlich
- Lendersdorf etwa 2 km südöstlich

## Geschichte

### Die Entstehung des Ortsnamens Birgel
Die Entstehung des Ortsnamens von Birgel liegt – ebenso wie die frühe Geschichte des Ortes selbst – weitestgehend im Unklaren. Verschiedene Urkunden geben den Namen auch mit Birgell, Byrgell, Pirgell oder Birgeleijn wieder. Insbesondere die mundartliche Aussprache Bergel unterstreicht die Deutung, der Name beziehe sich auf einen Ort beziehungsweise eine Siedlung an oder auf einem Berg. Die Endung „-el“ meint dabei keinesfalls eine Verkleinerung, sondern eine Vereinzelung ähnlich wie z. B. bei Auel oder Büchel.

### Erste urkundliche Erwähnungen

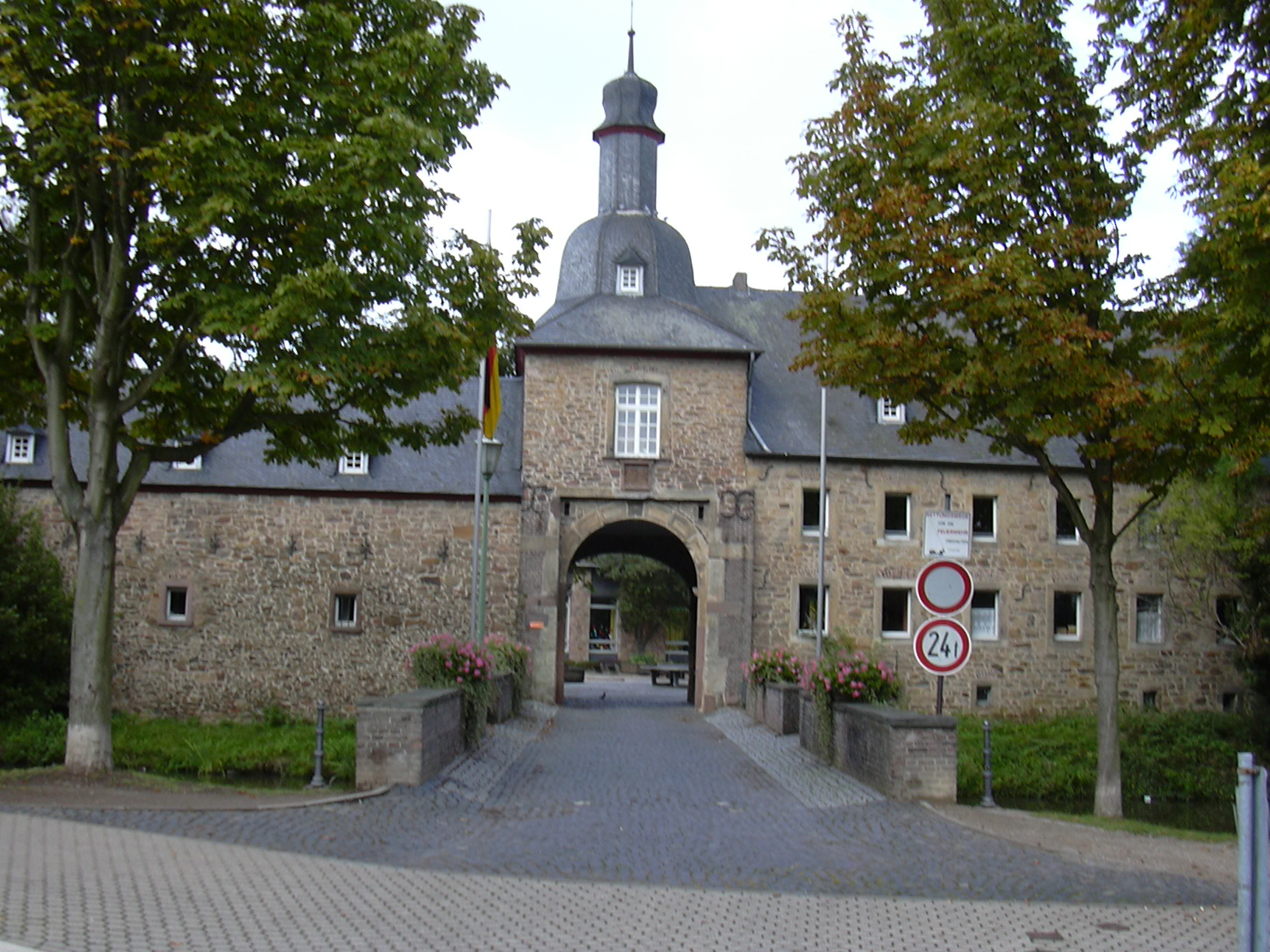
Wasserburg Birgel

Im Gegensatz zur Burg Birgel und den Herren von Birgel war der Ort selbst lange Zeit eher unbedeutend. Eintragungen finden sich in den kirchlichen Personenstandsbüchern der Pfarre Lendersdorf, zu der Birgel bis 1905 gehörte, für Taufen, Eheschließungen und Sterbefälle ab 1656. Eigene Personenstandsbücher für Birgel gab es erst ab 1798. Erst im 18. Jahrhundert werden die Nennungen zahlreicher. So ist in einem Rentenlagerbuch des Amtes Nörvenich von 1753 ein Hinweis auf die Honschaft Birgel zu finden, mitsamt einer Auflistung von Namen etlicher Birgeler Einwohner sowie verschiedener Feld- und Flurbezeichnungen.

### Französische Besetzung
Eine gewisse verwaltungstechnische Bedeutung erhielt Birgel zur Zeit der französischen Besetzung. Am 1. Oktober 1799 wurde Christian Georg Engels „Agent de Commune“ im Auftrag der französischen Republik, zu der Birgel seit dem 4. November 1797 gehörte. Engels, der zu dieser Zeit auf Gut Mozenborn wohnte, führte später den Titel „Maire“ (dt. Bürgermeister). Der Verwaltungsbezirk, der neben Birgel auch die Ortschaften Berzbuir-Kufferath, Gürzenich, Lendersdorf, Mozenborn und Rölsdorf umfasste, wurde mit „Mairie Birgel“ (dt. Bürgermeisterei Birgel) bezeichnet und gehörte zum „Kanton Düren“, „Arrondissement Aachen“ im „Département de la Roer“. Aus der „Mairie Birgel“ wurde später das Amt Birgel.

### Der Streit um die Dornhecke
Die Dornhecke war ein etwa 80 Morgen großes Gebiet mit einem guten Mischwaldbestand, welches zwischen Birgel und Gürzenich lag und von beiden Orten beansprucht wurde. Bereits vor der französischen Besetzung gab es Konflikte um das Gebiet, welches durch ein Urteil der Kurfürstlichen Hofkammer aufgrund der von den Birgeler Vertretern vorgelegten Dokumente Birgel zugesprochen worden war. Das Urteil konnte jedoch durch den Einmarsch der Franzosen nicht mehr vollzogen werden. Nach wahlloser Abholzung während der Besetzung wurde das Gebiet wieder aufgeforstet, was den Streit erneut entfachte. Der Versuch einer Einigung zwischen Birgel und Gürzenich unter Vermittlung des Landrats zu Düren endete zunächst vergeblich.

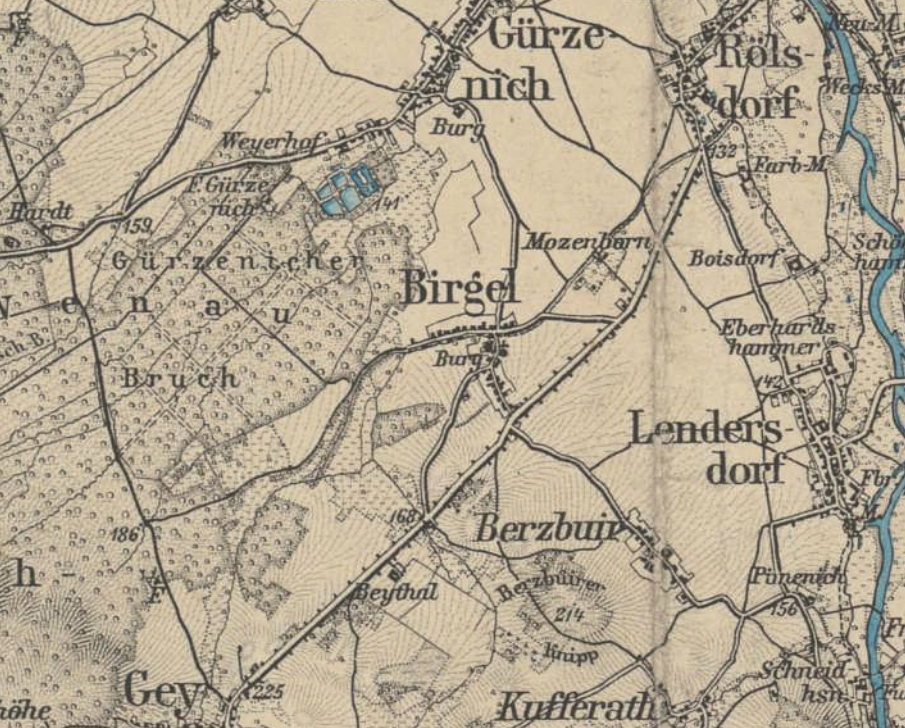
Birgel auf einer topographischen Karte von 1897

Ab etwa 1840 wurden – nachdem die Birgeler immer wieder vergeblich vom Landratsamt Akten in der Sache „Dornhecke“ anforderten – alle von Gürzenichern in der Dornhecke vorgenommenen Holzschläge von Birgel beschlagnahmt; die Verkaufserlöse wurden auf ein Sperrkonto eingezahlt. Diese Maßnahmen sowie darüber hinaus ausgesprochene Ordnungsstrafen trafen einmal sogar den Gürzenicher Gemeindevorsteher Weinberg. Als in Gürzenich ab 1856 mit dem Bau einer Kirche begonnen wurde, eskalierte der Streit wieder einmal, da die Gürzenicher einen großen Teil des Bauholzes aus der Dornhecke holten. Der Birgeler Gemeinderat forderte daraufhin eine neuerliche richterliche Entscheidung. Unter Vermittlung von Amtsbürgermeister Schillings wurde ein Vergleich geschlossen, der Birgel eine etwa acht Morgen große Parzelle zusprach. Am 2. Dezember 1865 forderte der Birgeler Gemeinderat vom Königlichen Landgericht in Aachen eine Entscheidung über die Dornhecke, da Gürzenich die dem Vergleich zugrundeliegenden Vermessungen angezweifelt hatte und den Birgelern lediglich einen etwa vier Morgen großen Teil zugestehen wollte. Die Klage wurde Ende Juni 1866 abgewiesen. Birgels Antwort auf diese Niederlage war das Abholzen etlicher Bäume, was einen Erlös von 838 Talern einbrachte. Am 1. Juli 1869 bestätigte das von Gürzenich angerufene Appellationsgericht in Köln die Gürzenicher Ansprüche und verurteilte Birgel zur Herausgabe der erzielten Erlöse. Außerdem musste die Gemeinde Birgel die Gerichtskosten in Höhe von 192 Talern tragen, was vom Gemeinderat am 18. Dezember mit Zähneknirschen offiziell zur Kenntnis genommen wurde. Das Urteil sorgte allerdings nicht nachhaltig für Frieden. In den folgenden Jahren ergingen etliche Strafmandate, wenn Birgeler im Gürzenicher Teil der Dornhecke lediglich nach Abfallholz oder Laub suchten. Im Jahr 1872 wurde von Unbekannten eine Schonung im Gürzenicher Teil verwüstet. Um eine weitere Eskalation zu vermeiden, beglich der Birgeler Gemeinderat den Schaden aus der Gemeindekasse. Damit war der Streit – zumindest offiziell – beigelegt.
Noch heute erinnern etliche Birgeler Straßennamen an die Dornhecke, allen voran der Dornheckweg. Die weiteren Straßen in dem ab den 1970er-Jahren zwischen Fliederbusch und Münsterweg angelegten Birgeler Neubaugebiet tragen die Namen Rotdornweg, Am Hagedorn und Schlehdornweg, siehe auch die Liste der Straßen in Düren.

### Die Regulierung des Birgeler Baches
Mit der Regulierung des Birgeler Baches wurde 1950 begonnen. Motiviert wurde diese für Birgel wichtige Maßnahme durch immer wiederkehrende Hochwasser, vor allem nach der Schneeschmelze. Zunächst wurde von der Daubenvaldersbrücke bis zur Stadtgrenze das Bachbett gesäubert. Bäume nahe der Böschung wurden geschlagen, und die Ufer wurden mit Flechtwerk befestigt. Im Ortsinneren wurde der Bach mit Betonmauern eingefasst. Insgesamt wurden für die Regulierung mehr als 2000 Kubikmeter Erde bewegt.

### Kommunale Neugliederung
Die vormals selbstständige Gemeinde Birgel wurde am 1. Januar 1972 in die Stadt Düren eingemeindet.

### Bevölkerungsentwicklung

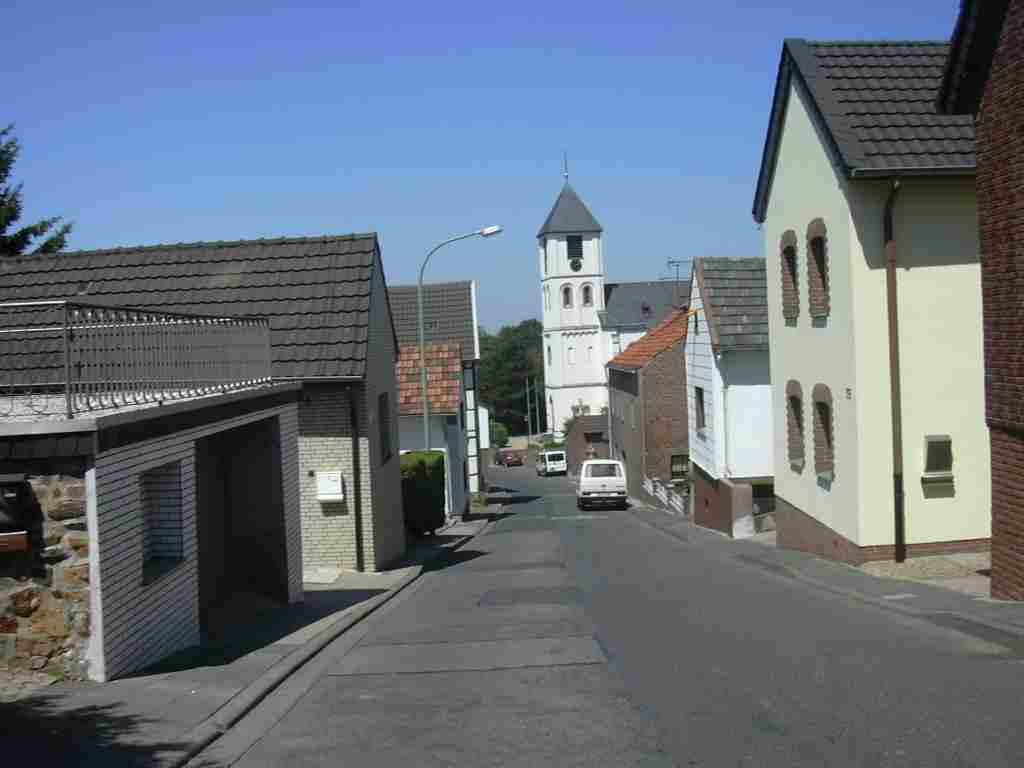
Bergstraße mit Kirche

Die folgende Tabelle zeigt die Einwohnerzahlen von Birgel. Die historischen Daten sind dem Heimatbuch Birgel entnommen. Bei den Zahlen von 1961 und 1970 handelt es sich um Volkszählungsergebnisse.
| Jahr | Einwohner |  | Jahr | Einwohner |  | Jahr | Einwohner |
| ---- | --------- |  | ---- | --------- |  | ---- | --------- |
| 1802 | 323       |  | 1945 | 820       |  | 2010 | 1855      |
| 1825 | 459       |  | 1950 | 1084      |  | 2016 | 1822      |
| 1843 | 600       |  | 1953 | 1197      |  | 2017 | 1803      |
| 1869 | 800       |  | 1955 | 1237      |  | 2019 | 1766      |
| 1875 | 806       |  | 1960 | 1309      |  | 2020 | 1745      |
| 1896 | 854       |  | 1961 | 1319      |  |      |           |
| 1905 | 859       |  | 1970 | 1412      |  |      |           |
| 1925 | 960       |  | 1972 | 1489      |  |      |           |
| 1939 | 1014      |  |      |           |  |      |           |

## Sehenswürdigkeiten und Baudenkmäler
- Ehemalige Wasserburg (heute Grundschule) mit kleinem Park und umliegenden Spazierwegen, siehe Burg Birgel
- Neoromanische Pfarrkirche St. Martinus
- Dörfliche Straßenzüge mit vereinzelten Fachwerkhäusern
- Haus Mozenborn
- Alte Kapelle St. Martinus
- Turmstumpf Mozenborn

### Wegekreuz Bergstraße

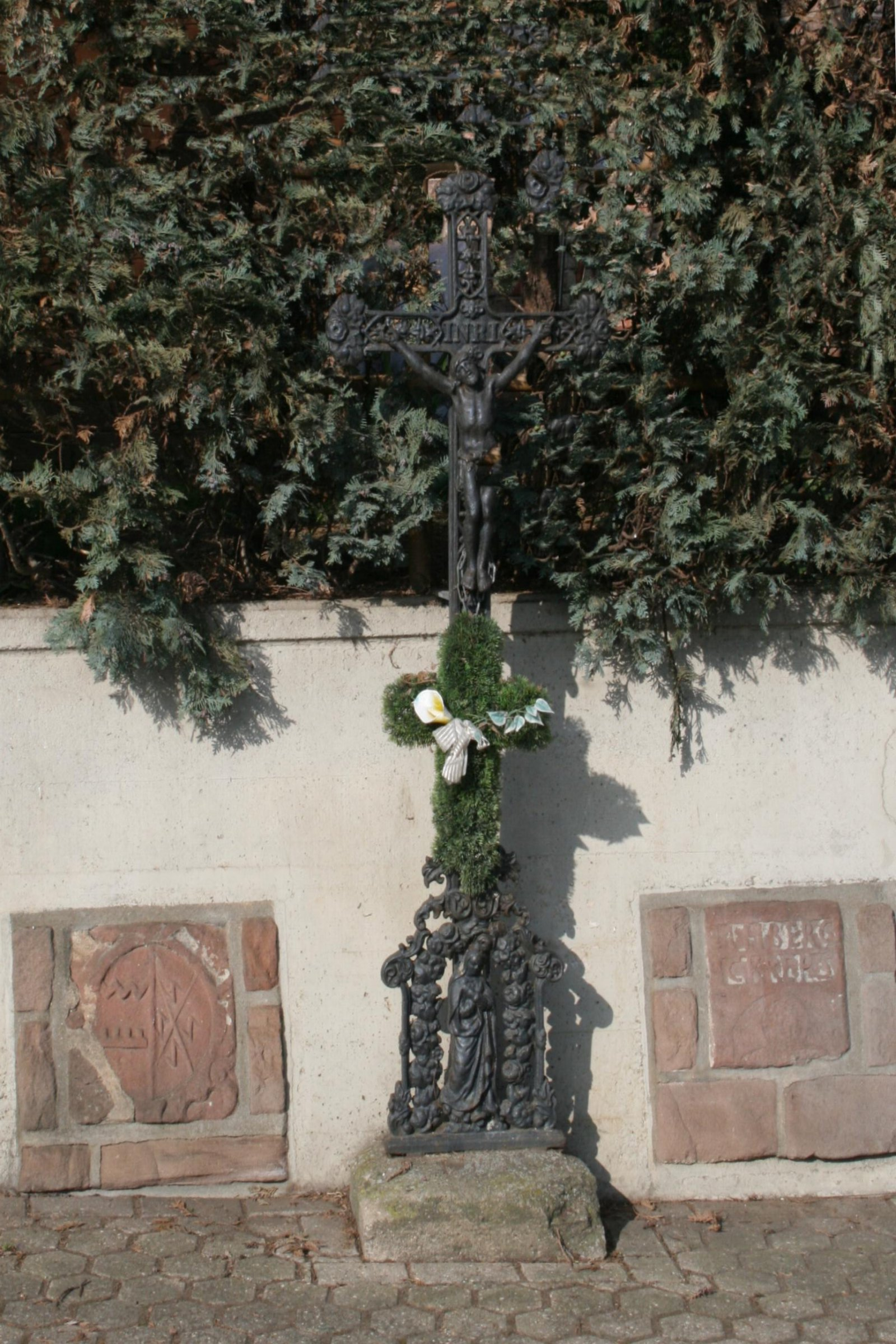
Wegekreuz Bergstraße

Das Wegekreuz Bergstraße steht an der Einmündung der Bergstraße in die Monschauer Landstraße. Seine Ursprünge gehen auf das 17. Jahrhundert zurück, als der damalige Stifter es aus Dankbarkeit, dass seine Familie von der Pest verschont blieb, errichten ließ. Vom ursprünglichen Kreuz sind allerdings nur noch zwei notdürftig geflickte Steine erhalten, welche neben dem neuen Kreuz ins Mauerwerk eingelassen sind.
Das aus rotem Sandstein bestehende ovale Wappen, links neben dem Wegekreuz, wurde auf dem Kopf stehend eingemauert. Ursprünglich zeigte es in der linken Hälfte, ein Andreaskreuz mit je einer senkrecht gestellten Wolfsangel, in jedem der vier Felder, der obere Widerhaken nach rechts zeigend, das Wappen des Ehemanns, Johann Hermann von Berg, geb. 1609, promov. in Wien 1637, jülicher Rat und 1652 und 1661 Bürgermeister in Düren. Das Wappen der Familie von Berg ist ein schwarzes Andreaskreuz im goldenen Schild, mit je einer schwarzen Wolfsangel in jedem der vier Felder. Und in der rechten Hälfte des ovalen Wappenschildes findet sich oben ein vierlätziger Turnierkragen und darunter ein Zickzackbalken, das Wappen seiner zweiten Ehefrau Catharina von Kreps, geb. am 5. Juni 1631, verst. 1674. Das Wappen der kölner Patrizierfamilie von Kreps ist im goldenen Feld ein schwarzer Zickzackbalken und darüber ein roter Turnierkragen. Auf dem rechts neben dem Wegkreuz eingemauerten roten Sandstein ist noch J H BERG und C KREPS lesbar.
Gegenüber der Einmündung Bergstraße auf der anderen Seite der Monschauer Landstraße Richtung Berzbuir, lag der Wohnsitz von Johann Berg und Catharina Kreps. In der zwischen 1801 und 1828 unter Jean Joseph Tranchot durchgeführten topographischen Aufnahme der Rheinlande ist dort das Bergshoffgen als Hofanlage eingezeichnet. Auf der Preußischen Kartenaufnahme von 1836 bis 1850 ist das Bergshöfchen als Dreiseithof eingezeichnet, dessen Innenhof in Richtung Süd-West hin offen war.

### Münsterkreuz
Das Münsterkreuz steht an der Einmündung des Münsterweges in die Bachstraße und wurde in dieser Form 1896 errichtet. Vorher gab es an gleicher Stelle ein hölzernes Kreuz, welches ebenso wie das heute zu sehende Steinkreuz von den Besitzern des Eckgrundstücks gestiftet wurde.
Das Kreuz war bis in die 1960er-Jahre Ausgangs- und Endpunkt der Wallfahrten nach Kornelimünster zu Ehren des Heiligen Cornelius und wurde am Corneliustag besonders geschmückt. Die ersten Wallfahrten sind für 1843 nachweisbar. Ab 1905 wurde am Münsterkreuz bei der alljährlichen Fronleichnamsprozession der Segen ausgeteilt.

## Infrastruktur

### Öffentliche Einrichtungen
- Freiwillige Feuerwehr
- Kindergarten Li-La-Laune-Burg
- Gemeinschaftsgrundschule Birgel in der Burg

### Verkehr
Die AVV-Buslinien 213, 239, 286 und SB 86 des Rurtalbus verbinden Birgel mit Düren-Mitte und den Nachbarorten Gürzenich, Rölsdorf und Gey. Zudem verkehrt die Nachtbuslinie N3b.
| Linie | Verlauf |
| ----- | --- |
| 213   | Düren Kaiserplatz – Gürzenich – Birgel / Derichsweiler / Gürzenich Wald |
| 239   | Birgel – Gürzenich – Derichsweiler – Konzendorf – Echtz – Echtz Badesee – Mariaweiler – Gesamtschule                                                                                              |
| 286   | Düren Bf/ZOB – StadtCenter – Kaiserplatz – Rölsdorf – Birgel – Gey (– Horm / Straß) – Großhau – Kleinhau – (Brandenberg – Bergstein –) Hürtgen – Vossenack (– Schmidt)                            |
| SB86  | Schnellbus: Düren Bf/ZOB – StadtCenter – Düren Kaiserplatz – Birgel Alte Post – Gey – Großhau – Kleinhau – Hürtgen – Vossenack – Raffelsbrand – Lammersdorf – Paustenbach – Bickerath – Simmerath |
| N3b   | Nachtbus: nur in den Nächten Fr/Sa und Sa/So Düren Bf/ZOB → Kaiserplatz → Rölsdorf → Lendersdorf → Gey → Langenbroich → Obermaubach                                                               |

Bis zum 31. Dezember 2019 wurden die Linien 213 und 239 von der Dürener Kreisbahn, die Linie 286 vom BVR Busverkehr Rheinland bedient.
Die nächsten Bahnhöfe sind „Düren“ an der DB-Hauptstrecke Köln – Aachen und „Lendersdorf“ an der Rurtalbahn.
Am Ort vorbei führt die Monschauer Landstraße, welche als B 399 klassifiziert ist, und streift lediglich den südlichen Ortsrand. Die sie kreuzende K 27 führt östlich am Ort vorbei, so dass der Ortskern von Birgel praktisch frei von Durchgangsverkehr ist.
Die Autobahnauffahrt „Düren“ an der A 4 liegt etwa 10 km entfernt.

## Vereine

### Interessengemeinschaft Birgeler Vereine
Die am 20. März 1975 gegründete Interessengemeinschaft (IG) Birgeler Vereine fungiert quasi als Dachverband der aktiven Birgeler Vereine sowie der in Birgel vertretenen Kommunalparteien. Die IG ist dabei einerseits Ansprechpartner für die Fachausschüsse der Stadtverwaltung in Angelegenheiten der Förderung der Vereine im Stadtteil Birgel, andererseits berät die IG ihre Mitgliedervereine bei Bedarf bezüglich Anträge auf Zuschüsse an die Stadt oder den Kreis Düren. Vor allem kümmert sich die IG um die Koordinierung der Termine der einzelnen Vereine sowie der Gemeinschaftsveranstaltungen, wie z. B. des Wiesenfestes Birgel.
Erste Ideen zur Schaffung einer koordinierenden Institution der Belange der Birgeler Vereine kamen nach der Eingemeindung 1972 auf. Man wollte die Vereinsinteressen in Richtung der aus Birgeler Sicht recht fernen Stadtverwaltung bündeln. Konkrete Verhandlungen leitete im Herbst 1974 der damalige Ortsvorsteher Dieter Wunsch ein. Die IG Birgeler Vereine wurde dann von Vertretern der Schützen, der Karnevalisten, der TuS Germania, der Arbeiterwohlfahrt, der Maigesellschaft, der Feuerwehr, des DRK, des Müttervereins, des Pfarrgemeinderates und der Parteien SPD und CDU mit der Einigung auf eine Satzung gegründet.
Danach hat die IG Birgeler Vereine als Organe einerseits die Vollversammlung und den von ihr zu wählenden Vorstand. Im Jahr 2012 gehören der IG die folgenden Birgeler Vereine und Ortsgruppen an:
- Freiwillige Feuerwehr Düren, Löschgruppe Birgel
- St. Johannes Schützenbruderschaft Düren-Birgel 1851 e. V.
- Karnevalsgesellschaft Böse Buben Birgel 1960 e. V.
- Sportverein TUS Germania Birgel
- Tambourcorps Alte Kameraden Birgel 1928 e. V.
- Freunde der Feuerwehr Birgel e. V.
- Jugendfreizeit Birgel e. V.
- Angelverein Birgeler Karpfen
- Maigesellschaft Birgel e. V.
- Frauen- und Mütterverein Birgel
- Förderverein Grundschule Burg Birgel
- Förderverein Kindergarten Li-La-Launeburg
- Pfarrgemeinderat Sankt Martin Birgel
- VDK Birgel
- FC Schnecke
- CDU-Ortsverband Düren-West
- SPD Ortsgruppe Birgel
- AWO Birgel-Rölsdorf

## Sonstiges
Birgel errang beim Wettbewerb Unser Dorf hat Zukunft auf Kreisebene 2008 eine Goldmedaille und auf Landesebene im Jahre 2009 eine Silbermedaille.